# Dancing with Tears in My Eyes
Dancing with Tears in My Eyes is een nummer van de Schotse groep Ultravox en afkomstig van het zevende studioalbum Lament uit 1984. Op 11 mei dat jaar werd het nummer eerst in het Verenigd Koninkrijk en Ierland op single uitgebracht door Chrysalis Records. In juni volgden het Europese vasteland, Australië, Nieuw-Zeeland en Zuid-Afrika en in augustus de VS, Canada en de Filipijnen.
Het lied is geïnspireerd op de apocalyptische roman On the Beach  (in het Nederlands vertaald als 'De laatste oever') van Nevil Shute. Daarin is een catastrofale kernoorlog uitgevochten op het noordelijk halfrond, en wachten een aantal Australiërs af totdat de radioactieve straling ook hen bereikt en zal doden.

## Videoclip
Het script van de videoclip is geschreven door Midge Ure en Chris Cross. De videoclip wijkt iets af van de strekking van het boek van Shute: het gaat over de kernsmelting en daaropvolgende ramp in een kerncentrale in het Verenigd Koninkrijk. Deze videoclip werd in Nederland destijds op televisie uitgezonden door de popprogramma's AVRO's Toppop, Popformule van de TROS en Countdown van Veronica.

## Achtergrond
De single werd, behalve in de Verenigde Staten waar de plaat geen hitnotering behaalde in de Billboard Hot 100, een hit in Europa, Canada, Nieuw-Zeeland en Australië. In thuisland het Verenigd Koninkrijk bereikte de plaat de 3e positie in de UK Singles Chart en werd de 8e positie bereikt in Ierland, Australië de 58e, Nieuw-Zeeland de 38e, Canada de 52e, Frankrijk de 36e, Duitsland de 7e en Zwitserland de 16e.
In Nederland was de plaat op vrijdag 8 juni 1984 Veronica Alarmschijf op Hilversum 3 en werd mede hierdoor een grote hit in de destijds drie landelijke hitlijsten op de nationale publieke popzender. De plaat bereikte de 6e positie in zowel de Nederlandse Top 40 als de TROS Top 50 en de 12e positie in de Nationale Hitparade. In de Europese hitlijst op Hilversum 3, de TROS Europarade, werd de 36e positie bereikt.
In België bereikte de plaat de 2e positie in de voorloper van de Vlaamse Ultratop 50 en de nummer 1-positie in de Vlaamse Radio 2 Top 30. In Wallonië werd géén notering behaald.
Sinds de allereerste editie in december 1999 staat de plaat onafgebroken genoteerd in de jaarlijkse NPO Radio 2 Top 2000 van de Nederlandse publieke radiozender NPO Radio 2, met als hoogste notering tot nu toe een 900e positie in 2002.

## Hitnoteringen

### Nederlandse Top 40
| Dancing with Tears in My Eyes in de Nederlandse Top 40 -- binnen: 16-06-1984 | Dancing with Tears in My Eyes in de Nederlandse Top 40 -- binnen: 16-06-1984 | Dancing with Tears in My Eyes in de Nederlandse Top 40 -- binnen: 16-06-1984 | Dancing with Tears in My Eyes in de Nederlandse Top 40 -- binnen: 16-06-1984 | Dancing with Tears in My Eyes in de Nederlandse Top 40 -- binnen: 16-06-1984 | Dancing with Tears in My Eyes in de Nederlandse Top 40 -- binnen: 16-06-1984 | Dancing with Tears in My Eyes in de Nederlandse Top 40 -- binnen: 16-06-1984 | Dancing with Tears in My Eyes in de Nederlandse Top 40 -- binnen: 16-06-1984 | Dancing with Tears in My Eyes in de Nederlandse Top 40 -- binnen: 16-06-1984 | Dancing with Tears in My Eyes in de Nederlandse Top 40 -- binnen: 16-06-1984 | Dancing with Tears in My Eyes in de Nederlandse Top 40 -- binnen: 16-06-1984 |
| Week                                                                         | 24                                                                           | 25                                                                           | 26                                                                           | 27                                                                           | 28                                                                           | 29                                                                           | 30                                                                           | 31                                                                           | 32                                                                           |                                                                              |
| ---------------------------------------------------------------------------- | ---------------------------------------------------------------------------- | ---------------------------------------------------------------------------- | ---------------------------------------------------------------------------- | ---------------------------------------------------------------------------- | ---------------------------------------------------------------------------- | ---------------------------------------------------------------------------- | ---------------------------------------------------------------------------- | ---------------------------------------------------------------------------- | ---------------------------------------------------------------------------- | ---------------------------------------------------------------------------- |
| Positie                                                                      | 31                                                                           | 20                                                                           | 12                                                                           | 8                                                                            | 7                                                                            | 6                                                                            | 7                                                                            | 15                                                                           | 27                                                                           | uit                                                                          |

### Nationale Hitparade
| Dancing with Tears in My Eyes in de Nationale Hitparade -- binnen: 23-06-1984 | Dancing with Tears in My Eyes in de Nationale Hitparade -- binnen: 23-06-1984 | Dancing with Tears in My Eyes in de Nationale Hitparade -- binnen: 23-06-1984 | Dancing with Tears in My Eyes in de Nationale Hitparade -- binnen: 23-06-1984 | Dancing with Tears in My Eyes in de Nationale Hitparade -- binnen: 23-06-1984 | Dancing with Tears in My Eyes in de Nationale Hitparade -- binnen: 23-06-1984 | Dancing with Tears in My Eyes in de Nationale Hitparade -- binnen: 23-06-1984 | Dancing with Tears in My Eyes in de Nationale Hitparade -- binnen: 23-06-1984 | Dancing with Tears in My Eyes in de Nationale Hitparade -- binnen: 23-06-1984 | Dancing with Tears in My Eyes in de Nationale Hitparade -- binnen: 23-06-1984 | Dancing with Tears in My Eyes in de Nationale Hitparade -- binnen: 23-06-1984 |
| Week                                                                          | 25                                                                            | 26                                                                            | 27                                                                            | 28                                                                            | 29                                                                            | 30                                                                            | 31                                                                            | 32                                                                            | 33                                                                            |                                                                               |
| ----------------------------------------------------------------------------- | ----------------------------------------------------------------------------- | ----------------------------------------------------------------------------- | ----------------------------------------------------------------------------- | ----------------------------------------------------------------------------- | ----------------------------------------------------------------------------- | ----------------------------------------------------------------------------- | ----------------------------------------------------------------------------- | ----------------------------------------------------------------------------- | ----------------------------------------------------------------------------- | ----------------------------------------------------------------------------- |
| Positie                                                                       | 24                                                                            | 14                                                                            | 13                                                                            | 15                                                                            | 12                                                                            | 14                                                                            | 20                                                                            | 37                                                                            | 40                                                                            | uit                                                                           |

### TROS Top 50
Hitnotering: 14-06-1984 t/m 09-08-1984 (9 weken). Hoogste notering: #6 (3 weken).

### TROS Europarade
Hitnotering: 14-06-1984. Hoogste notering: #36 (1 week).

### NPO Radio 2 Top 2000
| Nummer met noteringen in de NPO Radio 2 Top 2000 | '99  | '00  | '01  | '02 | '03  | '04  | '05  | '06  | '07  | '08  | '09  | '10  | '11  | '12  | '13  | '14  | '15  | '16  | '17  | '18  | '19  | '20  | '21  | '22  | '23  | '24  |
| ------------------------------------------------ | ---- | ---- | ---- | --- | ---- | ---- | ---- | ---- | ---- | ---- | ---- | ---- | ---- | ---- | ---- | ---- | ---- | ---- | ---- | ---- | ---- | ---- | ---- | ---- | ---- | ---- |
| Dancing with Tears in My Eyes                    | 1056 | 1094 | 1071 | 900 | 1053 | 1193 | 1336 | 1617 | 1698 | 1392 | 1365 | 1410 | 1637 | 1833 | 1529 | 1581 | 1718 | 1634 | 1539 | 1772 | 1681 | 1653 | 1796 | 1796 | 1780 | 1807 |

1. ↑  Een vetgedrukt getal geeft de hoogste notering aan.